# فوذنج جبلي
الفُوذَنْج الجَبَلِيّ أو الفُوتَنْج الجَبَلِيّ أو النَّابِطَة أو نعنع البر أو نعناع الجبل (الاسم العلمي:  Clinopodium nepeta) هو نوع نباتي يتبع جنس الظِّلِّيَّة من الفصيلة الشفوية.